# Götene (gemeente)
Götene is een Zweedse gemeente in Västergötland. De gemeente behoort tot de provincie Västra Götalands län. Ze heeft een totale oppervlakte van 625,7 km² en telde 12.950 inwoners in 2004.

## Plaatsen
- Götene (plaats)
- Källby
- Lundsbrunn
- Hällekis
- Årnäs
- Gössäter
- Brännebrona
- Kinne-Kleva
- Österäng
- Forshem